# Ulrike Zöllner
Ulrike Christine Zöllner-Breusch (geboren am 1. Juli 1947 in Alsfeld als Ulrike Christine Breusch) ist eine deutsch-schweizerische Psychologin und Hochschullehrerin.

## Leben
Ulrike Zöllner wurde 1947 als Tochter von Arthur und Elly Breusch in Hessen geboren. 1969 zog sie nach Zürich, wo sie 1971 das Lizenziat erwarb. 1975 folgte die Promotion zum Dr. phil. Von 1973 bis 1979 arbeitete sie an der Schweizerischen Epilepsieklinik in Zürich, zuletzt als Leiterin der Abteilung für Klinische Psychologie. Anschliessend war sie als freiberufliche Referentin und ab Mitte der 1980er-Jahre an der Zürcher Hochschule für Angewandte Wissenschaften, wo sie bis zu ihrer Pensionierung 2012 das Studium am Departement für Angewandte Psychologie leitete, als Psychologiedozentin in der Erwachsenenbildung tätig. Ihre Lehr- und Forschungsschwerpunkte liegen in der Diagnostik, Gutachten, Entwicklungspsychologie und Lebensgestaltung.
Seit März 1969 ist Ulrike Zöllner mit Hans-Martin Zöllner, der ebenfalls als klinischer Psychologe und Sachbuchautor tätig ist, verheiratet. Das Paar hat zwei gemeinsame Kinder.

## Publikationen (Auswahl)
- Mit meinem Ich auf Du und Du. Gütersloher Verlagshaus, 2007, ISBN 978-3-579-06955-5.
- Persönlichkeitsdiagnostik mit dem Sterne-Wellen-Test. Ernst Reinhardt Verlag, 2006, ISBN 978-3-497-01838-3.
- Die Kunst der langen Weile. Über den sinnvollen Umgang mit der Zeit. Verlag Kreuz, 2004, ISBN 978-3-7831-2449-1.
- Die Kunst, nicht ganz perfekt zu sein. Verlag Kreuz, 2000, ISBN 978-3-268-00262-7.
- Die ganz andere Art, sich etwas Gutes zu tun. Verlag Kreuz, 1998, ISBN 978-3-268-00227-6.
- Die Kinder vom Zürichberg. Was der Wohlstand aus unseren Kindern macht. Verlag Kreuz, 9. Auflage, Zürich 1995, ISBN 978-3-268-00158-3 (eingeschränkte Vorschau).
- Selektion und Klassifikation von Schülern. Eine experimentelle Untersuchung zur mehrdimensionalen Erfassung der schulischen Eignung bei der Übertrittsauslese. Dissertation, Juris-Verlag, Zürich 1974, ISBN 978-3-260-03831-0.